# Potsdamer Protokoll für Buchclubausgaben
Potsdamer Protokoll ist mit Bezug auf den Bucheinzelhandel eine gesetzliche Bestimmung für Buchklubausgaben (z. B. Club Bertelsmann).
Sinngemäßer Inhalt:
- Klubausgaben dürfen nicht vor Ablauf von 4 Monaten im Verkaufskatalog gezeigt werden. Für die Berechnung gilt der Erstverkaufstag im Sortiment. Dies gilt auch für "Steckdosenbücher" (Begleitbücher zu Fernsehsendungen). Ausnahmen: Weihnachtskatalog – hier ist eine Fristverkürzung auf 3 Monate möglich (Stichtag ist der 15. August). Buchtitel, die sich auf aktuelle Ereignisse (z. B. Papstwahl) beziehen oder von anderer kurzlebiger Dauer sind, können mit geringem Zeitabstand oder gleichzeitig mit dem Original erscheinen.

Preisdifferenzen der Klubausgaben:
- 4 Monate später = 15 %,
- 5 " = 16 %,
- 6 " = 20 %,
- danach bis zu 40 %,
- Parallelausgaben = 15 %.